# Arctodus pristinus
Малий короткомордий ведмідь (лат. Arctodus pristinus) — викопний вид із родини ведмедевих, що мешкав на Атлантичному узбережжі Північної Америки та на території сучасної Мексики в період між 800 000 та 10 000 років тому. Ймовірно є предком гігантського короткомордого ведмедя (лат. Arctodus simus).
Малий короткомордий ведмідь був дрібнішим і примітивнішим гігантського, мав дрібні зуби й вузьку щелепу, помірно коротку морду. Очевидно був всеїдним.
Вимер наприкінці плейстоцену в результаті конкуренції з більш крупними ведмедями — барібалом та бурим.